# The Short Waves
The Short Waves (тур. Kısa Dalgalar, Kısa Dalga Vokal Grubu; перевод на рус. Короткие волны) — турецкий вокальный квинтет, вместе с Четином Алпом представлявший свою страну на конкурсе песни Евровидение-1983. На песенном конкурсе музыкантами была исполнена композиция «Opera» (рус. Опера). Конкурсное выступление прошло неудачно: не набрав ни одного балла, коллектив, вместе с испанкой Ремедиос Амайя, занял последнее место.